# История философии
Исто́рия филосо́фии — раздел философии, изучающий исторические типы философии. В его рамки включены как философские системы отдельных философов, так и развитие их взглядов в рамках философских школ. В России существует специальность «история философии» (шифр 5.7.2, по старой номенклатуре – 09.00.03).

## Исторический обзор
Одним из первых историков философии является Аристотель, давший в первой книге «Метафизики» историко-философский экскурс своих предшественников. Именно от него мы знаем, что Фалес был первым философом. Затем много сделал для сохранения имён и изречений греческих философов Диоген Лаэртский. Автором «Истории философии» был ученик Плотина Порфирий.
В Китае такой одной из первых историко-философских работ является тридцать третья глава сочинения «Чжуан-цзы», а также трактат «Лунь лю цзя чжи яо чжи» («Основные указания о шести школах») историографа Сыма Таня, отца историка Сыма Цяня. В Индии к произведениям, носящим историко-философский характер можно отнести сочинение джайниста Харибхадры (IX—X века) «Шад-даршана-самуччая» («Собрание шести философий»), а также сочинение Мадхавачарьи (XIV век) «Сарва-даршана-самграха» («Собрание всех философий»).
В Средние века в Западной Европе первым (и очень популярным, если судить по количеству сохранившихся манускриптов) средневековым произведением, посвящённым истории философии, стало сочинение «Книга о жизни и нравах философов» («Liber de vita et moribus philosophorum») английского философа Вальтера Бурлея (или Уолтера Бёрли, ок. 1275 — ок. 1345).
В XVII—XVIII веках в Западной Европе появляются профессиональные историки философии и начинается её систематическое изучение. В Англии автором первой работы по истории философии на английском языке был поэт и учёный Томас Стэнли (1625—1678). В Германии одно из первых сочинений по истории философии («Historia critica philosophiae…» t. 1-5, 1742—1744) было создано Иоганном Якобом Бруккером (1696—1770). Считается, что первую немецкую историю философии ("Compendium historiae philosophicae, 1731) написал его учитель Иоганн Франц Буддеус (1667—1729).
В России сочинение И. Я. Бруккера было издано в 1785 году («Сокращенная история философии от начала мира до нынешних времен» М., 1785). Это был сокращенный перевод с французского языка. Первоначально историко-философские работы в России представляли собой обработку сочинений западноевропейских авторов. Например, работа А. И. Галича так и называлась «История философических систем по иностранным руководствам составленная…» (Кн.1-2. СПб., 1818—1819). Тем не менее, этот труд Галича считается во многом оригинальным. Можно также указать на вышедшую в 1837 году работу «Очерк истории философии по Рейнгольду» Ф. Надежина, который в основном следовал истории философии, написанной Э. Рейнгольдом (1793—1855) сыном знаменитого популяризатора философии Канта К. Л. Рейнгольда (1758—1823).
В 1839—1840 годах в Казани архимандрит Гавриил (Воскресенский) выпустил в свет шеститомную «Историю философии», шестой том которой был посвящён истории русской философии. В своей работе Гавриил в качестве источников привлек памятники древнерусской письменности и попытался дать систематическое изложение истории русской философии. Так как в изложениях истории философии, опирающихся на переводные издания, истории русской философии не было, то работа архимандрита Гавриила считается первым трудом по истории русской философии. Часть его работы была посвящена рассмотрению восточной философии (в том числе индийской и китайской).
В настоящее время в России выходят такие специализированные издания, посвящённые истории философии как «Историко-философский ежегодник» (с 1986 года) и ежегодник «История философии» (с 1997 года). Существует «Общество историков русской философии им. В. В. Зеньковского» при Российском Государственном Гуманитарном Университете.
От истории философии как процесса возникновения и развития философского знания следует отличать возникшую ещё в древности область философского знания, реконструирующую этот процесс, описывающую его и теоретически его осмысливающую, то есть историю философии как науку. Иногда говорят о философии истории философии. Одним из первых историков философии в этом смысле является Аристотель, давший в первой книге «Метафизики» своего рода историко-философский экскурс.

## Схема влияния философских школ
```
   
Милетская школа
    
Пифагореизм
    
Элеаты
     
Софисты
                         
              └──────────┴──────────┬─┴────────────┴──────────────────────┐
              ┌─────────────────────┘                                     │
              │                                                        
Атомистика
     
       
Платонизм
                                                          │ 
        │     │                                                           │

Аристотелизм
  │                                                           │
 │      │     │                                                       
Эпикуреизм
 
 │     
Неоплатонизм
─────────────────────┐                               │
 │               |                      │                               │
 │              
Патристика
              │                               │ 
 │                      │               └──────────────────────────┐    │ 

Восточный аристотелизм
  │                                          │    │                          
           ├────────────┘                                          │    │
   
Схоластика
                                                      │    │
           ├───────────(
Номинализм
)────────────────────────┐     
Ренессансный гуманизм

           │                                               ├──────────┘                      
    
Рационализм
                                         
Эмпиризм

           │                                               │   │  
           └──────────┬────────────────────────────────────┤  
Французский материализм

                      │                                    │                  
                
Кантианство
                         
Позитивизм
   
        ┌─────────────┼──────────────────┬─────────────────┤
        │             │                  │                 │ 

Гегельянство
  
Феноменология
   
Философия жизни
   
Эмпириокритицизм

      │   └───────────┼──────────────────┤                 │
      │               │                  │              
Неопозитивизм
 

Марксизм
      
Экзистенциализм
       
Герменевтика
   
Аналитическая философия
```

## Полная периодизация истории философии
- Восточная философия
- Античная философия
  - Досократики
  - Античная философская классика
  - Эллинистическая философия
- Средневековая философия (англ. Medieval philosophy)
  - Патристика
  - Восточный аристотелизм
  - Схоластика
- Философия Возрождения (англ. Renaissance philosophy)
- Новоевропейская философия (англ. Modern philosophy)
- Немецкая классическая философия (Иногда этот период объединяют с предыдущим[2])
  - Кантианство
  - Гегельянство
- Философия XIX века, Современная философия (англ. Contemporary philosophy)
  - Позитивизм и Аналитическая философия
  - Марксизм и Неомарксизм
  - Философия жизни (Некоторые авторы не относят представителей философии жизни к современной философии и выделяют отдельный период Иррационалистическая философия XIX в.[3])
  - Экзистенциализм
  - Феноменология
  - Герменевтика
  - Постмодернизм

## Методы истории философии
- История идей
- Интеллектуальная история

### Комментарии
1. ↑  Большинство
самых известных представителей философии нового времени, такие как  Декарт, Гоббс, Спиноза, Локк, Лейбниц, Юм, Руссо и Вольтер были любителями: ни один из них не имел   отношения к университетскому образованию[1]

### Сноски
1. ↑  Готлиб, 2020, с. 9.
2. ↑  Очерк истории философии (Ибервег)
3. ↑  Кохановский В. П., Яковлев В. П. История философии